# Yam Wolczak
Yam Wolczak (hebr.:ים וולצ'ק ;ur. 7 maja 2003) – izraelski judoka. Olimpijczyk z Paryża, gdzie zajął dziewiąte miejsce w wadze ekstralekkiej.
Piąty na mistrzostwach świata w 2022; uczestnik zawodów w 2023 i 2024. Startował w Pucharze Świata w 2023. Trzeci na ME juniorów w 2022 roku.

## Letnie Igrzyska Olimpijskie 2024
| Konkurencja | Eliminacje            | Eliminacje                   | Klas. końcowa |
| Konkurencja | Przeciwnik I          | Przeciwnik II                | Miejsce       |
| ----------- | --------------------- | ---------------------------- | ------------- |
| 60 kg       | Arnold Kisoka (COD) Z | Giorgi Sardalaszwili (GEO) P | 9.            |